# 张慧 (1975年)
张慧（1975年3月—），云南省昆明市人，汉族，中国共产党党员。中华人民共和国政治人物、第十三届全国人民代表大会、第十四届全国人民代表大会云南省代表，云南省律师协会副会长。现任云南建广律师事务所主任、律师。

## 生平
中国政法大学法学本科，美国芝加哥肯特法学院法律硕士。2011年入选中国共产党云南省第九次代表大会代表，同年获“全国优秀律师“。2012年评为云南省三八红旗手。2018年，张慧被选为云南省出席第十三届全国人民代表大会代表。2023年，张慧被选为云南省出席第十四届全国人民代表大会代表。云南省委、省政府、昆明市委、大理州人民政府法律顾问，云南省人大常委会司法监督咨询专家。